# Bus Simulator (série de jeux vidéo)
Pour les articles homonymes, voir Bus Simulator (homonymie).
Bus Simulator est une série de jeux de simulation de conduite développés par Contendo Media, TML-Studios et Stillalive Studios et publiés par Astragon Entertainment. La franchise a été créée en 2008. Le plus récent jeu de la franchise, Bus Simulator City Ride, est sorti en 2022.

## Jeux vidéo

### Bus Simulator 2008 (2007)
Tout premier jeu de la série, Bus Simulator 2008 est sorti le 13 décembre 2007. Ce premier opus est développé par le studio IceBytes ainsi que par Contendo Media GmbH.

### Bus Simulator 2009
Le deuxième opus de la série, sorti le 14 octobre 2009 sur PC, est intitulé Bus Simulator 2009. C'est le dernier jeu de cette série à être développé par Contendo Media.

### Bus Simulator 2012
Bus Simulator 2012 est le troisième jeu de la série et le seul a avoir été développé par TML-Studios. Le jeu est sorti le 23 février 2012 sur Microsoft Windows.

### Bus Simulator 16
Le quatrième jeu vidéo de la série intitulé Bus Simulator 16 a été annoncé en juillet 2015. Le jeu devait sortir le 20 janvier 2016 pour Microsoft Windows et macOS  mais la date a été reportée au 3 mars 2016 en raison de problèmes techniques. C'est le premier jeu de la série à être développé par le studio autrichien Stillalive Studios.

### Bus Simulator 18
De nouveau développé par Stillalive Studios, le cinquième opus de la série intitulée Bus Simulator 18 a été révélé en mai 2018. Il était disponible pour Microsoft Windows le 13 juin 2018 dans le monde entier, suivi par PlayStation 4 et Xbox One en août 2019 sous le nom de Bus Simulator.

### Bus Simulator 21
Le sixième opus de la série, intitulé Bus Simulator 21, et une nouvelle fois développé par Stillalive Studios, est sorti sur Microsoft Windows, PlayStation 4 et Xbox One le 7 septembre 2021. Le 16 mai 2023, est sorti une mise à jour, Bus Simulator 21 Next Stop, ajoutant notamment de nouvelles fonctionnalités et une extension de la carte.

### Bus Simulator City Ride
Bus Simulator City Ride est le septième jeu de la série et le premier portable. Il est sorti le 26 septembre 2022 sur iOS et Android, et le 13 octobre 2022 sur Nintendo Switch. C'est la première fois que ces plateformes ont accueilli un jeu de la série.

### Bus Simulator 27
Intitulé Bus Simulator 27, le huitième opus de la série a été annoncé le 16 juillet 2025 et est le premier de la série a être développé par le studio Simteract. Le jeu sortira sur PC, PlayStation 5 et Xbox Series,.
| 2007 | Bus Simulator 2008                      |
| 2008 |                                         |
| 2009 | Bus Simulator 2009                      |
| 2010 |                                         |
| 2011 |                                         |
| 2012 | Bus Simulator 2012                      |
| 2013 |                                         |
| 2014 |                                         |
| 2015 |                                         |
| 2016 | Bus Simulator 16                        |
| 2017 |                                         |
| 2018 | Bus Simulator 18                        |
| 2019 | Bus Simulator (version Xbox One et PS4) |
| 2020 |                                         |
| 2021 | Bus Simulator 21                        |
| 2022 | Bus Simulator City Ride                 |